# Luboměř pod Strážnou
Luboměř pod Strážnou (deutsch Liebenthal) ist eine Gemeinde im Okres Olomouc in Tschechien. Es befindet sich am Rande des Truppenübungsplatzes Libavá, nördlich der Stadt Potštát, zu dessen Herrschaft Luboměř pod Strážnou viele Jahrhunderte gehörte.

## Geschichte
Die erste schriftliche Erwähnung stammt aus dem Jahre 1394. Im Laufe der Zeit wurde das Dorf auch Lybntal, Ligutal, Liptain, Libomiersch, Lyptanie, Lybomyrz genannt. In Luboměř pod Strážnou lebte eine überwiegend deutsche Bevölkerung. Im Jahre 1775 hatte das Dorf 52 Häuser und 334 Einwohner. Gemäß einer Volkszählung von 1921 besaß der Ort 93 Häuser mit 375 Einwohnern (371 Deutsche, 3 Tschechen und 1 Staatsfremd), die alle die katholische Konfession besaßen.
Nach dem Münchner Abkommen wurde der Ort dem Deutschen Reich zugeschlagen und gehörte bis 1945 zum Landkreis Bärn.
Nach dem Zweiten Weltkrieg wurde 1946 die deutsche Bevölkerung vertrieben. Bis heute hat der Ort 1989 seine einstige Einwohnerzahl nicht mehr erreicht.
Die meisten Einwohner, die permanent dort wohnen, sind zumeist Beschäftigte der Forstwirtschaft oder des Militärs. 1991 hatte der Ort 149 Einwohner. Im Jahre 2001 bestand das Dorf aus 35 Wohnhäusern, in denen 154 Menschen lebten.
Im Zuge der Verkleinerung der Truppenübungsplätze schied Luboměř pod Strážnou aus der militärischen Verwaltung aus und bildet ab Januar 2016 (nicht 2015, wie geplant) eine Gemeinde.

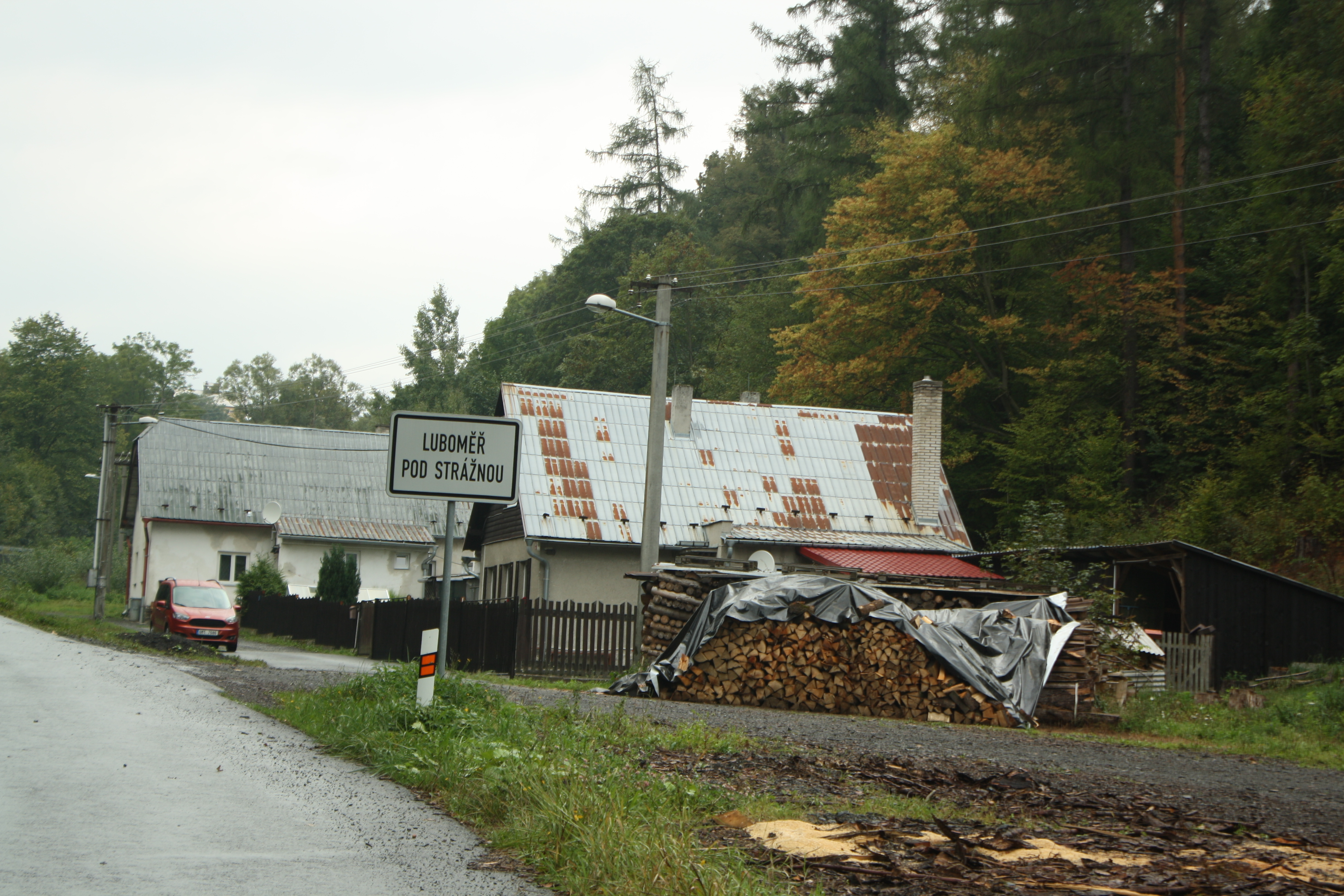
Ortseingang Luboměř pod Strážnou (2018)
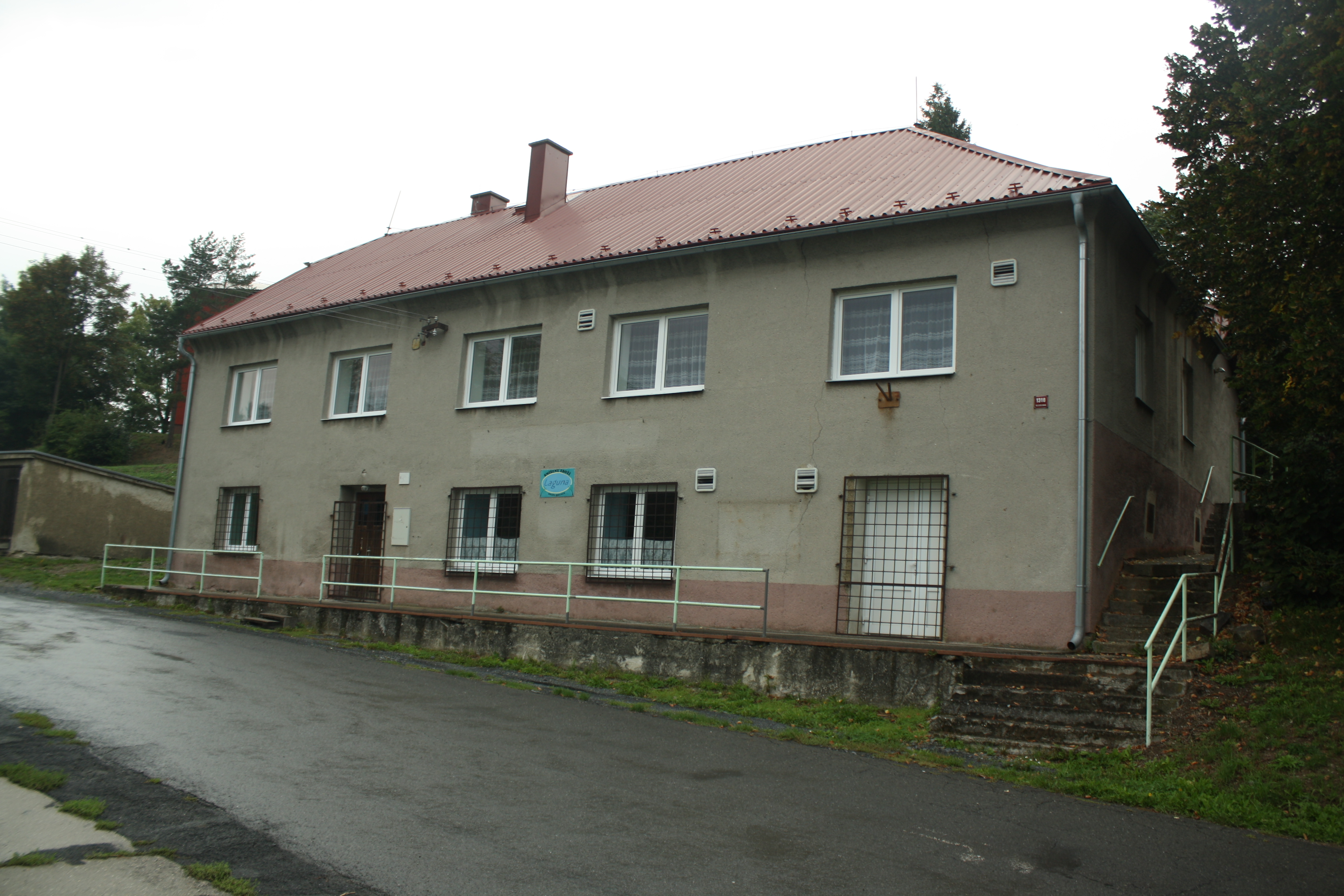
Restaurant in Luboměř pod Strážnou (2018)
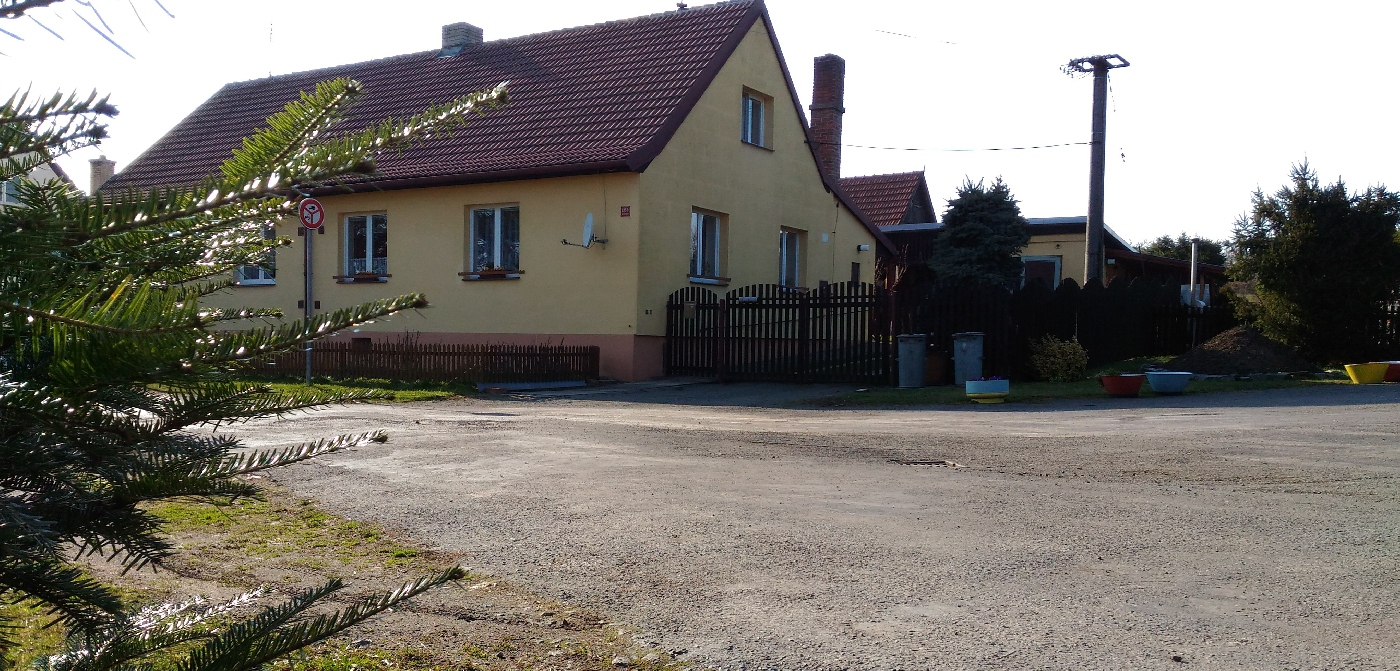